# Daniel Defoe
Daniel Defoe [Dyfou] (rozený Daniel Foe; asi 1660 – 24. dubna 1731) byl anglický obchodník, agent, náboženský aktivista, novinář a spisovatel; představitel myšlenkového proudu osvícenství a jeden ze zakladatelů anglické realistické prózy. Jeho nejznámějším dílem je román Robinson Crusoe – zčásti fiktivní a zčásti autentický příběh o hledání Boha a významu silné morální civilizace.

## Mládí
Narodil se v Anglii během obnovy monarchie, okolo roku 1660. Obvykle se udávají roky 1659 nebo 1661. Jeho rodiči byli James a Alice Foe. Jeho otec byl londýnským obchodníkem, svíčkařem a členem řeznické společnosti Butcher's Company. Rodina patřila k anglikánským separatistům, inklinujícím k puritánům, což výrazně ovlivňovalo Danielovi výchovu i mnohé jeho pozdější knižní práce. Na otcovo přání také studoval kněžství na presbyteriánské akademii ve Stoke Newingtonu. Kromě teologického vzdělání tam získal vědomosti z oblasti přírodních věd, matematiky, geografie i historie. Ovládal také několik cizích jazyků včetně řečtiny a latiny.

## Defoe velkopodnikatelem
Mladý Foe vyrůstal v náboženském a politickém prostředí ovlivněném dědictvím anglické náboženské občanské války a následnou restaurací Stuartovců. Na sváry mezi jednotlivými náboženskými skupinami a sektami se díval rozpačitě. Neměl chuť ani odvahu se do nich jakkoli zapojovat. Své ideály spatřoval jinde: Lákal ho velký obchodní svět. Před církevní kariérou tak dal nakonec přednost podnikání. V roce 1683 si otevřel obchod s textilním zbožím v londýnské čtvrti Cornhill. Roku 1684 se oženil s Mary Tuffleyovou a měli spolu dva syny a pět dcer.
Své podnikatelské aktivity brzy rozšířil na velkoobchod, podílel se na stavbě lodí, investoval v textilním průmyslu. Osobní postavení se snažil vylepšit i falešným původem. Patrně od roku 1695 začal ke svému jménu přidávat aristokraticky znějící přídomek „De“, ať už zapsaný jako De Foe nebo později Defoe. Tvrdil také, že je spřízněný se šlechtickým rodem De Beau Faux.
Pád z výšin přišel poměrně záhy. Za několik málo let se mu v podnikání přestalo dařit, takže musel vyhlásit bankrot. Byl stíhán věřiteli a hrozilo mu vězení pro dlužníky. Aby získal peníze, začal mimo jiné psát články a letáky na podporu krále Viléma III. a nové anglické vlády. Z této doby pochází jeho veršovaný pamflet Čistokrevný Angličan, který vzbudil velký ohlas a vyšel v několika vydáních.

## Politickým zpravodajem
Psaním pamfletů a letáků, v nichž se zabýval aktuálními vnitropolitickými i zahraničními událostmi, si Defoe získával popularitu nejen u veřejnosti, ale i u královského dvora. Po změně politických poměrů ale upadl v nemilost a byl stíhán za pobuřování. Za své dílo The Shortest Way with the Dissenters (Krátký proces s odpadlíky) z roku 1702, v němž navrhoval řešení konfliktů mezi státní anglikánskou církví a puritány, byl vězněn. O pět měsíců později byl propuštěn až díky Robertu Harleymu.

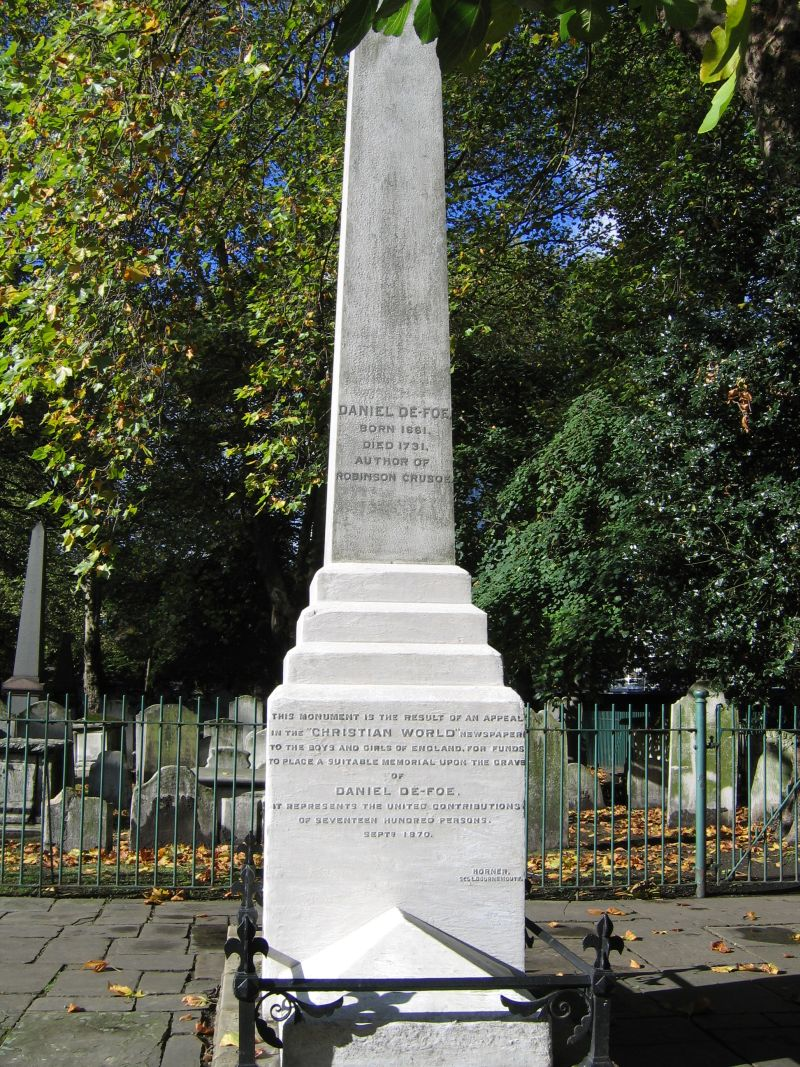
Památník Daniela Defoe na hřbitově Bunhill Fields

Z vězení vysvobozený Defoe začal pro Harleye pracovat jako zpravodajec. Souběžně s tím začal v roce 1704 vydávat časopis The Review. Disponoval sítí kontaktů, které mu dodávaly jak informace státobezpečnostní povahy, tak i množství nejrůznějších hospodářských, politických i obecných zajímavostí. Citlivé informace předával státnímu aparátu, vším ostatním plnil svůj The Review. Zvládal to téměř deset let, až do roku 1713.

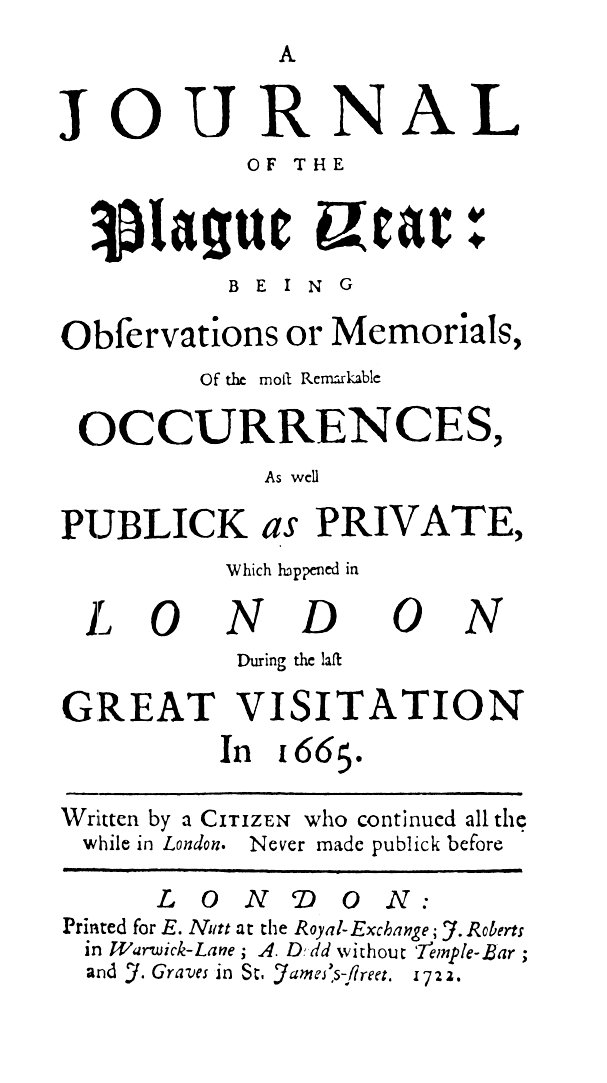
A Journal of the Plague Year, první vydání z roku 1722.

## Autorem slavných realistických próz
Teprve na prahu šedesátky začal Defoe využívat své schopnosti rychle psát a nakumulovaných informací z předešlých období. Dobře proto věděl, že má-li mu psaní přinášet zisk, musí faktografické údaje zabalit do stravitelných příběhů a skutečné příběhy musí pro čtenáře zjednodušit. Stal se tak jedním ze zakladatelů „literární realistické fikce“. – Nového literárního žánru, který skutečné události převypráví tak, aby neutrpěl původní autentický příběh, a zároveň, aby to byl čtivý příběh, a ne suchý encyklopedický text. Takto vznikl například slavný Robinson Crusoe (1719), Paměti kavalíra (1720), Moll Flandersová (1722) nebo Deník morového roku (1722). Typickým rysem těchto knih, ve kterých Defoe mistrně kombinoval reálná data a fiktivní dialogy (nikoli však na úkor historické přesnosti) byla vydavatelská forma: Defoe sám sebe vnímal jen jako redaktora či editora. Knihy proto vydával pod jmény titulních osob, nikoli pod svým jménem.
Defoeův nejslavnější román Robinson Crusoe, vydaný roku 1719, vypráví o synovi z kupecké rodiny, který uteče na moře, aby se stal námořníkem. Je zajat piráty a upadne do otroctví, následně spolu s dalším otrokem utíká po moři. Nakonec ztroskotá a žije mnoho let sám na pustém ostrově. Kniha ovšem není úplnou fikcí. Příběh je inspirován skutečnými událostmi ze života námořníka Selkirka. Defoe pojal jeho příběh skrze své vlastní úspěchy a neúspěchy, mladický útěk od náboženských otázek a pozdější snahy o smíření s Bohem. Důležitým tématem Defoeova příběhu je proto hledání Robinsonovy cesty k Bohu a formování jeho mravních vlastností. Defoe na něm ukazuje typ svobodného jedince ztělesňujícího morálku západní civilizace v ideálním slova smyslu. Své dílo nepublikoval jako román, ale jako autentické vyprávění skutečného námořníka. Kniha o Robinsonovi přinesla Defoeovi mimořádný úspěch. Vynutila si další pokračování a stala se základem jeho nové kariéry.
V některých svých dílech rozvinul Defoe tradici španělských pikareskních románů a cestopisů a velmi dobře vystihl ekonomické myšlení jednotlivce v době začínajícího kapitalismu. Během svého života vytvořil více než 300 děl a při psaní používal přinejmenším 198 různých pseudonymů: mezi ně patřily např. Eye Witness, T.Taylor, Andrew Morton, Merchant (v překladu „kupec“) nebo Heliostrapolis, secretary to the Emperor of the Moon.
Na sklonku života se po změně politických poměrů ocitl v nemilosti, musel opustit svůj dům ve Stoke Newingtonu a ukrývat se, zřejmě i před věřiteli. Zemřel 24. dubna 1731 a byl pohřben v Bunhill Fields (nynější Bunhill Fields Burial and Gardens), v dnešní čtvrti Islington, kde byl v roce 1870 na jeho památku postaven pomník.

## Dílo

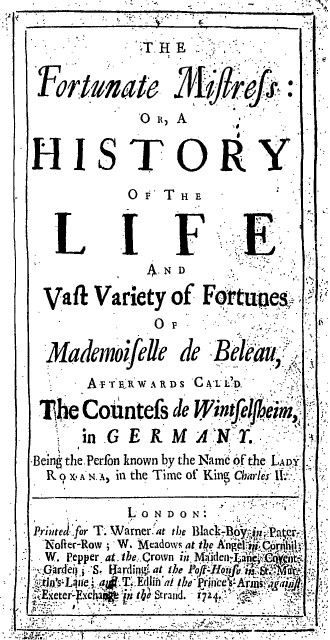
Roxana: The Fortunate Mistress, první vydání z roku 1724.

- Esej o projektech (1697, Essay Upon Projects) – v práci se autor zamýšlí nad pojištěním lidí, kteří jsou v případě pracovní neschopnosti ponecháni svému osudu, vymýšlí opatření na ochranu nevinných dlužníků a navrhuje i reformy vzdělání, kterého se má dostávat i dívkám
- Hymnus na pranýř (1703, A Hymn To The Pillory)
- Bouře (1704, The Storm) – dílo popisuje události z konce roku 1703, kdy Anglii zasáhl nevídaně ničivý cyklón.
- Robinson Crusoe (1719, The Life and Strange Surprising Adventures of Robinson Crusoe of York) – nejslavnější autorův román, ještě v tom samém roce vydal Defoe jeho pokračování pod názvem Další dobrodružství Robinsona Crusoe (The Farther Adventures of Robinson Crusoe)
- Paměti kavalíra (1720, Memoirs of a Cavalier)
- Dobrodružný život kapitána Singletona (1720, The Life, Adventures and Piracies of the Famous Captain Singleton) – román o životě anglického dobrodruha, který byl v mládí prodán do otroctví, dostal se na loď, účastnil se vzpoury, stal se pirátem a nakonec se vrátil domů jako bohatý muž
- Moll Flandersová (1722,The Fortunes and Misfortunes of the Famous Moll Flanders) – román líčící dobrodružný životní příběh mravně narušené ženy, kterou drtivý osud žene z náruče jednoho muže do druhé a která se ve stáří stává úspěšnou zlodějkou a podvodnicí
- Deník morového roku (1722, A Journal of the Plague Year) – kronika moru v Londýně v letech 1665–1666, ve které autor formou autentické reportáže přibližuje neštěstí i hrdinství londýnského lidu.
- Roxana (1724, Roxana: The Fortunate Mistress) – román o opuštěné matce, která z nezbytnosti pro obživu svých dětí přijímá úděl vydržované ženy, později však propadne touze po blahobytu a společenském postavení a jde bez morálních zábran za svým cílem, až se nakonec stává milenkou krále
- Cesta po celých Britských ostrovech (1724–1727, A tour thro' the Whole Island of Great Britain) – cestopis s popisem ekonomických reálií v zemi
- Dokonalý anglický živnostník (1725–1727, The Compleat English Tradesman)
- Politické dějiny ďábla (1726, The Political History of the Devil) – pojednání o vlivu zla (zosobněného ďáblem) na vývoj světa